# 色雷斯山
77°30′S 161°7′E / 77.500°S 161.117°E
色雷斯山（Mount Thrace），是南極洲的山峰，位於維多利亞地，處於玻瑞阿斯山東南面，屬於奧林匹斯山脈的一部分，海拔高度1,800米，現時由南極條約體系管理。